# Europees kampioenschap voetbal 1984 (kwalificatie)
Deze pagina beschrijft de kwalificatie voor het Europees kampioenschap voetbal 1984. De winnaar van elke groep plaatste zich voor de eindronde. In totaal zouden acht landen zich kwalificeren voor het hoofdtoernooi. Het toernooi duurde van 1 mei 1982 tot en met 22 december 1983.

## Gekwalificeerde landen

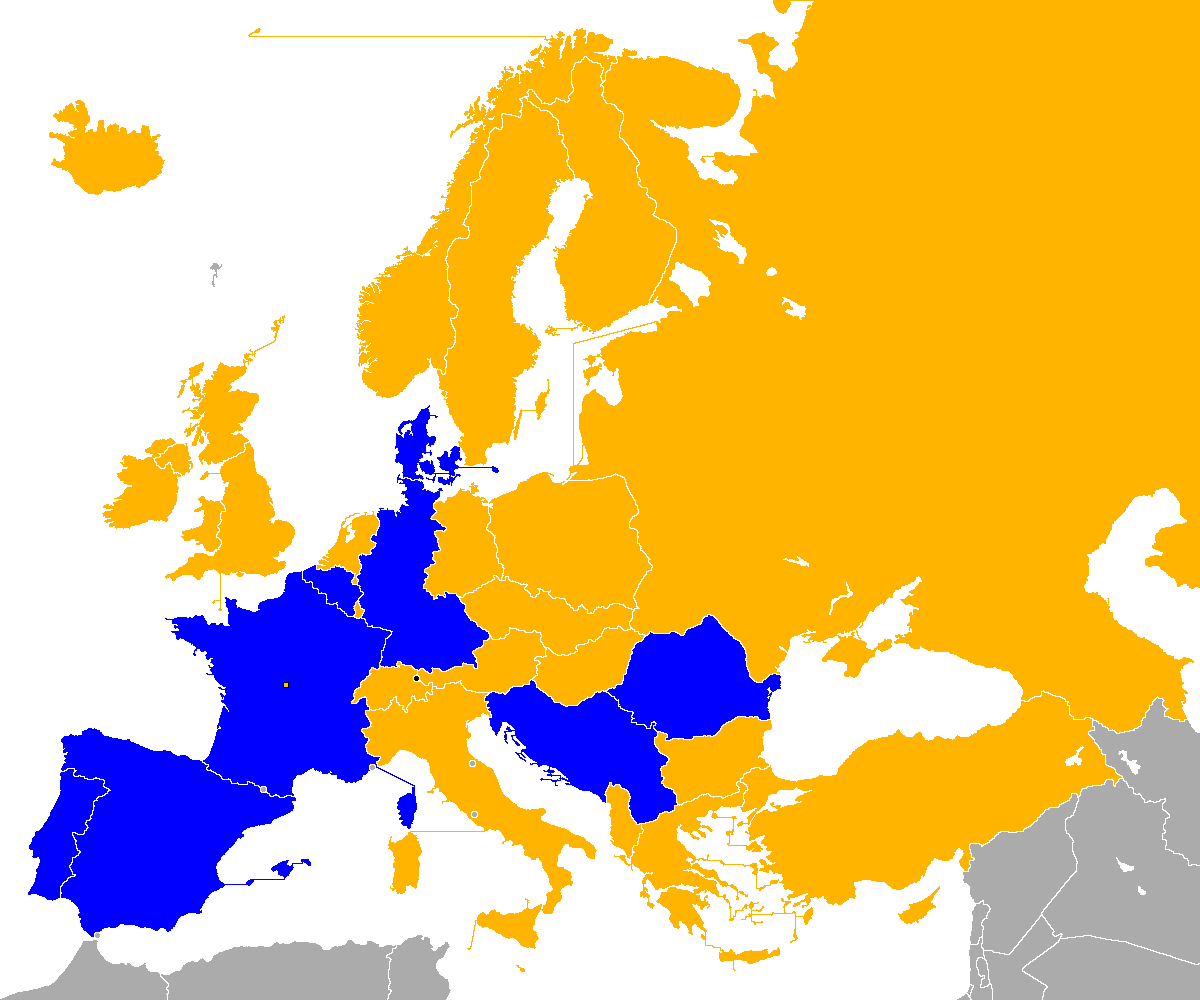
Gekwalificeerd
Niet gekwalificeerd
Niet deelgenomen
Geen UEFA-lid

| Land           | Kwalificatie als | Eerdere deelnames aan EK1 |
| -------------- | ---------------- | ------------------------- |
| Frankrijk      | Gastland         | 1 (1960)                  |
| België         | Winnaar groep 1  | 2 (1976, 1980)            |
| Portugal       | Winnaar groep 2  | 0 (debuut)                |
| Denemarken     | Winnaar groep 3  | 1 (1964)                  |
| Joegoslavië    | Winnaar groep 4  | 3 (1960,1968, 1972)       |
| Roemenië       | Winnaar groep 5  | 0 (debuut)                |
| West-Duitsland | Winnaar groep 6  | 3 (1972, 1976, 1980)      |
| Spanje         | Winnaar groep 7  | 2 (19641,1980)            |

1 Een vetgedrukt jaartal betekent een kampioenschap tijdens dat toernooi

## Loting en potten
De loting vond plaats op 8 januari 1982 in Parijs. 32 teams werden verdeel over 5 potten en na de loting in 7 groepen. Frankrijk was als gastland automatisch gekwalificeerd. Vetgedrukte landen zijn uiteindelijk de landen die zich zouden kwalificeren.
| Pot 1                                                          | Pot 2                                                                  | Pot 3                                                                   | Pot 4                                                           | Pot 5                          |
| -------------------------------------------------------------- | ---------------------------------------------------------------------- | ----------------------------------------------------------------------- | --------------------------------------------------------------- | ------------------------------ |
| West-Duitsland Spanje Italië Polen Joegoslavië Engeland België | Tsjecho-Slowakije Oostenrijk Nederland Sovjet-Unie DDR Hongarije Wales | Schotland Noord-Ierland Ierland Roemenië Griekenland Portugal Bulgarije | Zweden Denemarken Zwitserland Finland Turkije Noorwegen IJsland | Albanië Malta Cyprus Luxemburg |

## Groepen en wedstrijden
Legenda

### Groep 1
België leek een zware loting te hebben met Schotland, Oost-Duitsland en Zwitserland als tegenstanders, maar was vrij snel zeker van kwalificatie door de eerste vier wedstrijden te winnen. Interessantste wedstrijd was de thuiswedstrijd tegen Schotland, waar de Schotten streden voor hun laatste kans. België won in een spectaculair duel met 3-2 met twee goals van François Van der Elst en Kenny Dalglish. Schotland eindigde zelfs op de laatste plaats.
| Pos | Land        | Wed | Win | Gel | Ver | DV | DT | +/− | Pnt |
| --- | ----------- | --- | --- | --- | --- | -- | -- | --- | --- |
| 1   | België      | 6   | 4   | 1   | 1   | 12 | 8  | +4  | 9   |
| 2   | Zwitserland | 6   | 2   | 2   | 2   | 7  | 9  | −2  | 6   |
| 3   | DDR         | 6   | 2   | 1   | 3   | 7  | 7  | 0   | 5   |
| 4   | Schotland   | 6   | 1   | 2   | 3   | 8  | 10 | −2  | 4   |

|                                                     |                                                           |                |             |                                                                                 |
| 6 oktober 1982 «onderlinge duels» 20:00 uur (UTC+1) | België                                                    | 3 – 0          | Zwitserland | Heizelstadion, Brussel Toeschouwers: 16.808 Scheidsrechter: Paolo Bergamo (ITA) |
| 6 oktober 1982 «onderlinge duels» 20:00 uur (UTC+1) | Heinz Lüdi 2' (e.d.) Ludo Coeck 47' Erwin Vandenbergh 82' | Verslag (UEFA) |             | Heizelstadion, Brussel Toeschouwers: 16.808 Scheidsrechter: Paolo Bergamo (ITA) |

|                                                      |                                 |                |     |                                                                                  |
| 13 oktober 1982 «onderlinge duels» 20:00 uur (UTC+1) | Schotland                       | 2 – 0          | DDR | Hampden Park, Glasgow Toeschouwers: 41.280 Scheidsrechter: Georges Konrath (FRA) |
| 13 oktober 1982 «onderlinge duels» 20:00 uur (UTC+1) | John Wark 53' Paul Sturrock 75' | Verslag (UEFA) |     | Hampden Park, Glasgow Toeschouwers: 41.280 Scheidsrechter: Georges Konrath (FRA) |

|                                                       |                                  |                |           |                                                                            |
| 17 november 1982 «onderlinge duels» 19:30 uur (UTC+1) | Zwitserland                      | 2 – 0          | Schotland | Wankdorf, Bern Toeschouwers: 26.500 Scheidsrechter: Vojtěch Christov (TCH) |
| 17 november 1982 «onderlinge duels» 19:30 uur (UTC+1) | Claudio Sulser 49' Andy Egli 61' | Verslag (UEFA) |           | Wankdorf, Bern Toeschouwers: 26.500 Scheidsrechter: Vojtěch Christov (TCH) |

|                                                       |                                                                           |                |                                       |                                                                                   |
| 15 december 1982 «onderlinge duels» 20:00 uur (UTC+1) | België                                                                    | 3 – 2          | Schotland                             | Heizelstadion, Brussel Toeschouwers: 48.877 Scheidsrechter: António Garrido (POR) |
| 15 december 1982 «onderlinge duels» 20:00 uur (UTC+1) | Erwin Vandenbergh 26' François Van der Elst 38' François Van der Elst 63' | Verslag (UEFA) | 13' Kenny Dalglish 35' Kenny Dalglish | Heizelstadion, Brussel Toeschouwers: 48.877 Scheidsrechter: António Garrido (POR) |

|                                                |                     |                |                                                 |                                                                                   |
| 30 maart 1983 «onderlinge duels» 17:00 (UTC+2) | DDR                 | 1 – 2          | België                                          | Zentralstadion, Leipzig Toeschouwers: 75.000 Scheidsrechter: John Carpenter (IRL) |
| 30 maart 1983 «onderlinge duels» 17:00 (UTC+2) | Joachim Streich 83' | Verslag (UEFA) | 36' François Van der Elst 69' Erwin Vandenbergh | Zentralstadion, Leipzig Toeschouwers: 75.000 Scheidsrechter: John Carpenter (IRL) |

|                                                    |                                    |                |                                 |                                                                                 |
| 30 maart 1983 «onderlinge duels» 20:00 uur (UTC+1) | Schotland                          | 2 – 2          | Zwitserland                     | Hampden Park, Glasgow Toeschouwers: 36.923 Scheidsrechter: Charles Corver (NED) |
| 30 maart 1983 «onderlinge duels» 20:00 uur (UTC+1) | John Wark 70' Charles Nicholas 76' | Verslag (UEFA) | 15' Andy Egli 58' Heinz Hermann | Hampden Park, Glasgow Toeschouwers: 36.923 Scheidsrechter: Charles Corver (NED) |

|                                                |                                  |                |                    |                                                                                        |
| 27 april 1983 «onderlinge duels» 20:00 (UTC+2) | België                           | 2 – 1          | DDR                | Heizelstadion, Brussel Toeschouwers: 43.890 Scheidsrechter: Emilio Guruceta Muro (ESP) |
| 27 april 1983 «onderlinge duels» 20:00 (UTC+2) | Jan Ceulemans 18' Ludo Coeck 37' | Verslag (UEFA) | 9' Joachim Streich | Heizelstadion, Brussel Toeschouwers: 43.890 Scheidsrechter: Emilio Guruceta Muro (ESP) |

|                                                  |                |       |     |                                                                        |
| 14 mei 1983 «onderlinge duels» 20:00 uur (UTC+2) | Zwitserland    | 0 – 0 | DDR | Wankdorf, Bern Toeschouwers: 40.000 Scheidsrechter: Ulf Eriksson (SWE) |
| 14 mei 1983 «onderlinge duels» 20:00 uur (UTC+2) | Verslag (UEFA) |       |     | Wankdorf, Bern Toeschouwers: 40.000 Scheidsrechter: Ulf Eriksson (SWE) |

|                                                      |                                                       |                |             | |
| 12 oktober 1983 «onderlinge duels» 17:00 uur (UTC+1) | DDR                                                   | 3 – 0          | Zwitserland | Friedrich-Ludwig-Jahn-Sportpark, Oost-Berlijn Toeschouwers: 12.000 Scheidsrechter: Keith Hackett (ENG) |
| 12 oktober 1983 «onderlinge duels» 17:00 uur (UTC+1) | Hans Richter 18' Rainer Ernst 37' Joachim Streich 37' | Verslag (UEFA) |             | Friedrich-Ludwig-Jahn-Sportpark, Oost-Berlijn Toeschouwers: 12.000 Scheidsrechter: Keith Hackett (ENG) |

|                                                      |                      |                |                       |                                                                                  |
| 12 oktober 1983 «onderlinge duels» 20:00 uur (UTC+1) | België               | 1 – 1          | Schotland             | Hampden Park, Glasgow Toeschouwers: 23.475 Scheidsrechter: Enzo Barbaresco (ITA) |
| 12 oktober 1983 «onderlinge duels» 20:00 uur (UTC+1) | Charlie Nicholas 55' | Verslag (UEFA) | 30' Frank Vercauteren | Hampden Park, Glasgow Toeschouwers: 23.475 Scheidsrechter: Enzo Barbaresco (ITA) |

|                                                      |                                                              |                |                       |                                                                       |
| 9 november 1983 «onderlinge duels» 20:00 uur (UTC+1) | Zwitserland                                                  | 3 – 1          | België                | Wankdorf, Bern Toeschouwers: 10.000 Scheidsrechter: Volker Roth (FRG) |
| 9 november 1983 «onderlinge duels» 20:00 uur (UTC+1) | Marco Schällibaum 24' Jean-Paul Brigger 76' Alain Geiger 82' | Verslag (UEFA) | 64' Erwin Vandenbergh | Wankdorf, Bern Toeschouwers: 10.000 Scheidsrechter: Volker Roth (FRG) |

|                                                       |                                      |                |                   |                                                                                   |
| 16 november 1983 «onderlinge duels» 17:00 uur (UTC+1) | DDR                                  | 2 – 1          | Schotland         | Kurt-Wabbelstadion, Halle Toeschouwers: 14.729 Scheidsrechter: Franz Wöhrer (AUT) |
| 16 november 1983 «onderlinge duels» 17:00 uur (UTC+1) | Ronald Kreer 33' Joachim Streich 43' | Verslag (UEFA) | 79' Eamonn Bannon | Kurt-Wabbelstadion, Halle Toeschouwers: 14.729 Scheidsrechter: Franz Wöhrer (AUT) |

### Groep 2
Vooraf leek het een spannende strijd te worden tussen Polen en de Sovjet-Unie. Op het WK in Spanje streden beide ploegen om een plaats in de halve finale, die werd gewonnen door Polen, nu waren de rollen omgedraaid. Polen had al flinke averij opgelopen door thuis gelijk te spelen tegen Finland en te verliezen in Portugal. De wedstrijd in Moskou ging kansloos met 2-0 verloren met onder andere door een doelpunt van Oleh Blochin en de Polen waren uitgeschakeld.
De Sovjet-Unie had nog één concurrent: Portugal, maar die ploeg werd niet gezien als een serieuze kanshebber. De Portugezen hadden sinds het WK van 1966 nauwelijks nog iets gepresteerd en werden in Moskou volledig zoek gespeeld: 5-0. De Portugezen bleven in het spoor van de Russen door met 1-0 van Polen te winnen en moesten de thuiswedstrijd tegen de Sovjet-Unie ook winnen om door te gaan. Voor 75.000 Portugezen in Lissabon wonnen de Portugezen met 1-0 van de Russen door een wel erg gemakkelijk gegeven strafschop. Bekendste speler was de spelverdeler van Benfica, de besnorde middenvelder Chalana.
| Pos | Land        | Wed | Win | Gel | Ver | DV | DT | +/− | Pnt |
| --- | ----------- | --- | --- | --- | --- | -- | -- | --- | --- |
| 1   | Portugal    | 6   | 5   | 0   | 1   | 11 | 6  | +5  | 10  |
| 2   | Sovjet-Unie | 6   | 4   | 1   | 1   | 11 | 2  | +9  | 9   |
| 3   | Polen       | 6   | 1   | 2   | 3   | 6  | 9  | −3  | 4   |
| 4   | Finland     | 6   | 0   | 1   | 5   | 3  | 14 | −11 | 1   |

|                                                   |                                |                |                                                                              |                                                                                             |
| 8 september 1982 «onderlinge duels» 18:00 (UTC+3) | Finland                        | 2 – 3          | Polen                                                                        | Olympisch Stadion, Helsinki Toeschouwers: 2.845 Scheidsrechter: Marcel Van Langenhove (BEL) |
| 8 september 1982 «onderlinge duels» 18:00 (UTC+3) | Ari Valvee 82' Keijo Kousa 84' | Verslag (UEFA) | 16' (pen) Włodzimierz Smolarek 28' Dariusz Dziekanowski 72' Janusz Kupcewicz | Olympisch Stadion, Helsinki Toeschouwers: 2.845 Scheidsrechter: Marcel Van Langenhove (BEL) |

|                                                        |         |                |                                     |                                                                                       |
| 22 september 1982 «onderlinge duels» 18:30 uur (UTC+3) | Finland | 0 – 2          | Portugal                            | Olympisch Stadion, Helsinki Toeschouwers: 3.132 Scheidsrechter: Klaus Scheurell (GDR) |
| 22 september 1982 «onderlinge duels» 18:30 uur (UTC+3) |         | Verslag (UEFA) | 15' Nené 88' António Jesus Oliveira | Olympisch Stadion, Helsinki Toeschouwers: 3.132 Scheidsrechter: Klaus Scheurell (GDR) |

|                                                |                            |                |                |                                                                                  |
| 10 oktober 1982 «onderlinge duels» 15:30 (UTC) | Portugal                   | 2 – 1          | Polen          | Estádio da Luz, Lissabon Toeschouwers: 70.000 Scheidsrechter: Franz Wöhrer (AUT) |
| 10 oktober 1982 «onderlinge duels» 15:30 (UTC) | Nené 2' Fernando Gomes 81' | Verslag (UEFA) | 90' Paweł Król | Estádio da Luz, Lissabon Toeschouwers: 70.000 Scheidsrechter: Franz Wöhrer (AUT) |

|                                                      |                                         |                |         |                                                                                |
| 13 oktober 1982 «onderlinge duels» 19:00 uur (UTC+3) | Sovjet-Unie                             | 2 – 0          | Finland | Lenin Stadion, Moskou Toeschouwers: 18.000 Scheidsrechter: Jacob Baumann (SUI) |
| 13 oktober 1982 «onderlinge duels» 19:00 uur (UTC+3) | Serhij Baltatsja 2' Sergei Andreyev 59' | Verslag (UEFA) |         | Lenin Stadion, Moskou Toeschouwers: 18.000 Scheidsrechter: Jacob Baumann (SUI) |

|                                                |                         |                |                     |                                                                                                |
| 17 april 1983 «onderlinge duels» 16:00 (UTC+2) | Polen                   | 1 – 1          | Finland             | Stadion Dziesięciolecia, Warschau Toeschouwers: 83.000 Scheidsrechter: Reidar Bjørnestad (NOR) |
| 17 april 1983 «onderlinge duels» 16:00 (UTC+2) | Włodzimierz Smolarek 2' | Verslag (UEFA) | 5' (ed) Paweł Janas | Stadion Dziesięciolecia, Warschau Toeschouwers: 83.000 Scheidsrechter: Reidar Bjørnestad (NOR) |

|                                                    | |                |          |                                                                                       |
| 27 april 1983 «onderlinge duels» 19:00 uur (UTC+4) | Sovjet-Unie                                                                                                 | 5 – 0          | Portugal | Centraal Leninstadion, Moskou Toeschouwers: 82.114 Scheidsrechter: John Hunting (ENG) |
| 27 april 1983 «onderlinge duels» 19:00 uur (UTC+4) | Fjodor Tsjerenkov 16' Sergej Rodionov 40' Anatoli Demjanenko 53' Fjodor Tsjerenkov 65' Nikolay Larionov 86' | Verslag (UEFA) |          | Centraal Leninstadion, Moskou Toeschouwers: 82.114 Scheidsrechter: John Hunting (ENG) |

|                                              |                     |                |                         |                                                                                 |
| 22 mei 1983 «onderlinge duels» 17:00 (UTC+2) | Polen               | 1 – 1          | Sovjet-Unie             | Śląskistadion, Chorzów Toeschouwers: 75.000 Scheidsrechter: Luigi Agnolin (ITA) |
| 22 mei 1983 «onderlinge duels» 17:00 (UTC+2) | Zbigniew Boniek 19' | Verslag (UEFA) | 64' (ed) Roman Wójcicki | Śląskistadion, Chorzów Toeschouwers: 75.000 Scheidsrechter: Luigi Agnolin (ITA) |

|                                              |         |                |                  |                                                                                      |
| 1 juni 1983 «onderlinge duels» 19:00 (UTC+3) | Finland | 0 – 1          | Sovjet-Unie      | Olympisch Stadion, Helsinki Toeschouwers: 16.966 Scheidsrechter: Dušan Krchnák (TCH) |
| 1 juni 1983 «onderlinge duels» 19:00 (UTC+3) |         | Verslag (UEFA) | 75' Oleh Blochin | Olympisch Stadion, Helsinki Toeschouwers: 16.966 Scheidsrechter: Dušan Krchnák (TCH) |

|                                                    |                                                                                    |                |         |                                                                                                  |
| 21 september 1983 «onderlinge duels» 21:00 (UTC+1) | Portugal                                                                           | 5 – 0          | Finland | Estádio José Alvalade, Lissabon Toeschouwers: 15.000 Scheidsrechter: Karl-Heinz Tritschler (FRG) |
| 21 september 1983 «onderlinge duels» 21:00 (UTC+1) | Rui Jordão 18' Carlos Manuel 23' Jukka Ikäläinen 47' (e.d.) José Luis 83' Toni 86' | Verslag (UEFA) |         | Estádio José Alvalade, Lissabon Toeschouwers: 15.000 Scheidsrechter: Karl-Heinz Tritschler (FRG) |

|                                                 |                                         |                |       |                                                                             |
| 9 oktober 1983 «onderlinge duels» 17:00 (UTC+3) | Sovjet-Unie                             | 2 – 0          | Polen | Lenin Stadion, Moskou Toeschouwers: 72.500 Scheidsrechter: Jan Keizer (NED) |
| 9 oktober 1983 «onderlinge duels» 17:00 (UTC+3) | Anatoli Demjanenko 10' Oleh Blochin 62' | Verslag (UEFA) |       | Lenin Stadion, Moskou Toeschouwers: 72.500 Scheidsrechter: Jan Keizer (NED) |

|                                                  |       |                |                   |                                                                                    |
| 28 oktober 1983 «onderlinge duels» 17:30 (UTC+1) | Polen | 0 – 1          | Portugal          | Olympisch Stadion, Wrocław Toeschouwers: 15.000 Scheidsrechter: Ulf Eriksson (SWE) |
| 28 oktober 1983 «onderlinge duels» 17:30 (UTC+1) |       | Verslag (UEFA) | 31' Carlos Manuel | Olympisch Stadion, Wrocław Toeschouwers: 15.000 Scheidsrechter: Ulf Eriksson (SWE) |

|                                                     |                       |                |             |                                                                                     |
| 13 november 1983 «onderlinge duels» 15:00 uur (UTC) | Portugal              | 1 – 0          | Sovjet-Unie | Estádio da Luz, Lissabon Toeschouwers: 32.243 Scheidsrechter: Georges Konrath (FRA) |
| 13 november 1983 «onderlinge duels» 15:00 uur (UTC) | Rui Jordão 42' (pen.) | Verslag (UEFA) |             | Estádio da Luz, Lissabon Toeschouwers: 32.243 Scheidsrechter: Georges Konrath (FRA) |

### Groep 3
Denemarken had nog steeds de reputatie van een klein voetballand, het was als vierde geplaatst in deze groep achter Engeland, Hongarije en Griekenland, maar ondertussen speelde bijna de volledige selectie bij Europese topclubs. Veteraan en ex-Europees voetballer van het jaar Allan Simonsen speelde zijn laatste jaar bij FC Barcelona, de vaak ongrijpbare linksbuiten Jesper Olsen en de keiharde tacticus  Søren Lerby speelden bij Ajax en aanvoerder/ libero Morten Olsen en de technische middenvelder Frank Arnesen speelden bij Anderlecht. Het was wel zaak, dat de ploeg de kwalificatie niet begon met een ongelukkige nederlaag zoals bij vorige kwalificaties.
In de thuiswedstrijd tegen Engeland kwam Denemarken twee keer op een achterstand door doelpunten van Trevor Francis, maar door een weergaloze solo van Jesper Olsen kwam Denemarken een minuut voor tijd op gelijke hoogte.  Engelse hooligans waren ook weer op bezoek en uiteraard moest de wedstrijd stil gelegd worden, omdat er vuurwerk op het veld werd gegooid,  het bleef nog lang onrustig in Kopenhagen. Denemarken bleef wedstrijden winnen en was nu de enige concurrent van de Engelsen. Engeland verspilde wel een belangrijk punt in de thuiswedstrijd tegen Griekenland. Denemarken had voor de topper in het Wembley Stadium een punt achterstand (met een duel minder gespeeld).
Denemarken speelde opnieuw een sterke wedstrijd en won met 0-1 van een matig spelend Engeland door een benutte strafschop van de inmiddels weer in de Deense competitie spelende Allan Simonsen. 
Denemarken had nu twee punten nodig in de uitwedstrijden tegen Hongarije en Griekenland om zich te plaatsen. Denemarken kreeg in Boedapest kans op kans en verloor in de slotfase met 0-1, in Athene schreef Denemarken definitief geschiedenis door met 0-2 te winnen door doelpunten van Allan Simonsen en de bij SC Lokeren spelende spits Preben Elkjær Larsen. In die periode debuteerde het supertalent Michael Laudrup. Denemarken had nu een team, dat het elke topploeg in Europa moeilijk kon maken.De campagne van de Engelsen eindigde zoals het begon: er braken ernstige rellen uit, nu in de uitwedstrijd in Luxemburg.
| Pos | Land        | Wed | Win | Gel | Ver | DV | DT | +/− | Pnt |
| --- | ----------- | --- | --- | --- | --- | -- | -- | --- | --- |
| 1   | Denemarken  | 8   | 6   | 1   | 1   | 17 | 5  | +12 | 13  |
| 2   | Engeland    | 8   | 5   | 2   | 1   | 23 | 3  | +20 | 12  |
| 3   | Griekenland | 8   | 3   | 2   | 3   | 8  | 10 | −2  | 8   |
| 4   | Hongarije   | 8   | 3   | 1   | 4   | 18 | 17 | +1  | 7   |
| 5   | Luxemburg   | 8   | 0   | 0   | 8   | 5  | 36 | −31 | 0   |

|                                                        |                                          |                |                                      |                                                                                    |
| 22 september 1982 «onderlinge duels» 19:00 uur (UTC+2) | Denemarken                               | 2 – 2          | Engeland                             | Idrætsparken, Kopenhagen Toeschouwers: 44.300 Scheidsrechter: Charles Corver (NED) |
| 22 september 1982 «onderlinge duels» 19:00 uur (UTC+2) | Allan Hansen 69' (pen.) Jesper Olsen 89' | Verslag (UEFA) | 8' Trevor Francis 80' Trevor Francis | Idrætsparken, Kopenhagen Toeschouwers: 44.300 Scheidsrechter: Charles Corver (NED) |

|                                                 |           |                |                                              |                                                                                            |
| 9 oktober 1982 «onderlinge duels» 15:30 (UTC+1) | Luxemburg | 0 – 2          | Griekenland                                  | Stade Municipal, Luxemburg Toeschouwers: 2.940 Scheidsrechter: Karl-Heinz Tritschler (FRG) |
| 9 oktober 1982 «onderlinge duels» 15:30 (UTC+1) |           | Verslag (UEFA) | 8' Nikos Anastopoulos 25' Nikos Anastopoulos | Stade Municipal, Luxemburg Toeschouwers: 2.940 Scheidsrechter: Karl-Heinz Tritschler (FRG) |

|                                                       |                        |                |                                            |                                                                                    |
| 10 november 1982 «onderlinge duels» 19:30 uur (UTC+1) | Luxemburg              | 1 – 2          | Denemarken                                 | Stade Municipal, Luxemburg Toeschouwers: 2.300 Scheidsrechter: Gérard Biguet (FRA) |
| 10 november 1982 «onderlinge duels» 19:30 uur (UTC+1) | Marcel Di Domenico 54' | Verslag (UEFA) | 29' (pen.) Søren Lerby 67' Klaus Berggreen | Stade Municipal, Luxemburg Toeschouwers: 2.300 Scheidsrechter: Gérard Biguet (FRA) |

|                                                       |             |                |                                                  |                                                                                       |
| 17 november 1982 «onderlinge duels» 14:00 uur (UTC+2) | Griekenland | 0 – 3          | Engeland                                         | Kaftanzogliostadion, Saloniki Toeschouwers: 43.000 Scheidsrechter: Adolf Prokop (GDR) |
| 17 november 1982 «onderlinge duels» 14:00 uur (UTC+2) |             | Verslag (UEFA) | 2' Tony Woodcock 63' Tony Woodcock 68' Sammy Lee | Kaftanzogliostadion, Saloniki Toeschouwers: 43.000 Scheidsrechter: Adolf Prokop (GDR) |

|                                                 | |                |           |                                                                                     |
| 15 december 1982 «onderlinge duels» 19:45 (UTC) | Engeland | 9 – 0          | Luxemburg | Wembley Stadium, Londen Toeschouwers: 35.000 Scheidsrechter: Hreidar Johnsson (ISL) |
| 15 december 1982 «onderlinge duels» 19:45 (UTC) | Jeannot Moes 17' (e.d.) Steve Coppell 21' Tony Woodcock 34' Luther Blissett 43' Luther Blissett 53' Mark Chamberlain 72' Luther Blissett 86' Glenn Hoddle 88' Phil Neal 89' | Verslag (UEFA) |           | Wembley Stadium, Londen Toeschouwers: 35.000 Scheidsrechter: Hreidar Johnsson (ISL) |

|                                                |                                        |                | |                                                                                    |
| 27 maart 1983 «onderlinge duels» 15:00 (UTC+2) | Luxemburg                              | 2 – 6          | Hongarije | Stade Municipal, Luxemburg Toeschouwers: 4.000 Scheidsrechter: Gerard Geurds (NED) |
| 27 maart 1983 «onderlinge duels» 15:00 (UTC+2) | Jeannot Reiter 3' Romain Schreiner 55' | Verslag (UEFA) | 31' Jozsef Poczik 41' Tibor Nyilasi 51' Gábor Pölöskei 57' (pen.) Peter Hannich 59' Jozsef Poczik 70' Jozsef Poczik | Stade Municipal, Luxemburg Toeschouwers: 4.000 Scheidsrechter: Gerard Geurds (NED) |

|                                                  |                |       |             |                                                                                  |
| 30 maart 1983 «onderlinge duels» 19:45 uur (UTC) | Engeland       | 0 – 0 | Griekenland | Wembley Stadium, Londen Toeschouwers: 48.500 Scheidsrechter: Dusan Krchnak (TCH) |
| 30 maart 1983 «onderlinge duels» 19:45 uur (UTC) | Verslag (UEFA) |       |             | Wembley Stadium, Londen Toeschouwers: 48.500 Scheidsrechter: Dusan Krchnak (TCH) |

|                                                | |                |                                    |                                                                                  |
| 17 april 1983 «onderlinge duels» 15:00 (UTC+2) | Hongarije                                                                                                | 6 – 2          | Luxemburg                          | Népstadion, Boedapest Toeschouwers: 12.280 Scheidsrechter: Edgar Azzopardi (MLT) |
| 17 april 1983 «onderlinge duels» 15:00 (UTC+2) | Gyula Hajszan 23' Tibor Nyilasi 34' Lászlo Kiss 37' Lazar Szentes 61' Tibor Nyilasi 63' Gyözö Burcsa 65' | Verslag (UEFA) | 57' Jeannot Reiter 58' Théo Malget | Népstadion, Boedapest Toeschouwers: 12.280 Scheidsrechter: Edgar Azzopardi (MLT) |

|                                                    |                |                |             |                                                                                      |
| 27 april 1983 «onderlinge duels» 19:00 uur (UTC+2) | Denemarken     | 1 – 0          | Griekenland | Idrætsparken, Kopenhagen Toeschouwers: 33.710 Scheidsrechter: Romualdas Yushka (URS) |
| 27 april 1983 «onderlinge duels» 19:00 uur (UTC+2) | Søren Busk 76' | Verslag (UEFA) |             | Idrætsparken, Kopenhagen Toeschouwers: 33.710 Scheidsrechter: Romualdas Yushka (URS) |

|                                                  |                                    |                |           |                                                                                  |
| 27 april 1983 «onderlinge duels» 19:45 uur (UTC) | Engeland                           | 2 – 0          | Hongarije | Wembley Stadium, Londen Toeschouwers: 55.000 Scheidsrechter: Pietro d'Elia (ITA) |
| 27 april 1983 «onderlinge duels» 19:45 uur (UTC) | Trevor Francis 31' Peter Withe 65' | Verslag (UEFA) |           | Wembley Stadium, Londen Toeschouwers: 55.000 Scheidsrechter: Pietro d'Elia (ITA) |

|                                                  |                                     |                |                                                                   |                                                                                  |
| 15 mei 1983 «onderlinge duels» 20:00 uur (UTC+2) | Hongarije                           | 2 – 3          | Griekenland                                                       | Népstadion, Boedapest Toeschouwers: 13.126 Scheidsrechter: Edvard Šoštarič (YUG) |
| 15 mei 1983 «onderlinge duels» 20:00 uur (UTC+2) | Tibor Nyilasi 24' Gyula Hajszán 88' | Verslag (UEFA) | 16' Nikos Anastopoulos 34' Giorgos Kostikos 52' Lakis Papaioannou | Népstadion, Boedapest Toeschouwers: 13.126 Scheidsrechter: Edvard Šoštarič (YUG) |

|                                                  |                                                                    |                |                   |                                                                                   |
| 1 juni 1983 «onderlinge duels» 19:00 uur (UTC+2) | Denemarken                                                         | 3 – 1          | Hongarije         | Idrætsparken, Kopenhagen Toeschouwers: 44.800 Scheidsrechter: Heinz Fahnler (AUT) |
| 1 juni 1983 «onderlinge duels» 19:00 uur (UTC+2) | Preben Elkjær Larsen 4' Jesper Olsen 81' Allan Simonsen 85' (pen.) | Verslag (UEFA) | 30' Tibor Nyilasi | Idrætsparken, Kopenhagen Toeschouwers: 44.800 Scheidsrechter: Heinz Fahnler (AUT) |

|                                                        |          |                |                           |                                                                                  |
| 21 september 1983 «onderlinge duels» 19:45 uur (UTC+1) | Engeland | 0 – 1          | Denemarken                | Wembley Stadium, Londen Toeschouwers: 82.050 Scheidsrechter: Alexis Ponnet (BEL) |
| 21 september 1983 «onderlinge duels» 19:45 uur (UTC+1) |          | Verslag (UEFA) | 38' (pen.) Allan Simonsen | Wembley Stadium, Londen Toeschouwers: 82.050 Scheidsrechter: Alexis Ponnet (BEL) |

|                                                      |           |                |                                                 |                                                                               |
| 12 oktober 1983 «onderlinge duels» 18:00 uur (UTC+1) | Hongarije | 0 – 3          | Engeland                                        | Népstadion, Boedapest Toeschouwers: 19.956 Scheidsrechter: Bruno Galler (SUI) |
| 12 oktober 1983 «onderlinge duels» 18:00 uur (UTC+1) |           | Verslag (UEFA) | 13' Glenn Hoddle 19' Sammy Lee 42' Paul Mariner | Népstadion, Boedapest Toeschouwers: 19.956 Scheidsrechter: Bruno Galler (SUI) |

|                                                      | |                |           |                                                                               |
| 12 oktober 1983 «onderlinge duels» 19:00 uur (UTC+1) | Denemarken | 6 – 0          | Luxemburg | Idrætsparken, Kopenhagen Toeschouwers: 44.700 Scheidsrechter: Kai Natri (FIN) |
| 12 oktober 1983 «onderlinge duels» 19:00 uur (UTC+1) | Michael Laudrup 17' Michael Laudrup 24' Preben Elkjær Larsen 37' Allan Simonsen 41' Preben Elkjær Larsen 58' Michael Laudrup 69' | Verslag (UEFA) |           | Idrætsparken, Kopenhagen Toeschouwers: 44.700 Scheidsrechter: Kai Natri (FIN) |

|                                                      |                 |                |            |                                                                                      |
| 26 oktober 1983 «onderlinge duels» 18:00 uur (UTC+1) | Hongarije       | 1 – 0          | Denemarken | Népstadion, Boedapest Toeschouwers: 7.000 Scheidsrechter: Emilio Guruceta Muro (ESP) |
| 26 oktober 1983 «onderlinge duels» 18:00 uur (UTC+1) | Sándor Kiss 55' | Verslag (UEFA) |            | Népstadion, Boedapest Toeschouwers: 7.000 Scheidsrechter: Emilio Guruceta Muro (ESP) |

|                                                       |             |                |                                             |                                                                                    |
| 16 november 1983 «onderlinge duels» 18:00 uur (UTC+2) | Griekenland | 0 – 2          | Denemarken                                  | Olympisch Stadion, Athene Toeschouwers: 32.000 Scheidsrechter: Paolo Bergamo (ITA) |
| 16 november 1983 «onderlinge duels» 18:00 uur (UTC+2) |             | Verslag (UEFA) | 16' Preben Elkjær Larsen 47' Allan Simonsen | Olympisch Stadion, Athene Toeschouwers: 32.000 Scheidsrechter: Paolo Bergamo (ITA) |

|                                                   |           |                |                                                                      |                                                                                  |
| 16 november 1983 «onderlinge duels» 19:15 (UTC+1) | Luxemburg | 0 – 4          | Engeland                                                             | Stade Municipal, Luxemburg Toeschouwers: 5.500 Scheidsrechter: Cees Bakker (NED) |
| 16 november 1983 «onderlinge duels» 19:15 (UTC+1) |           | Verslag (UEFA) | 11' Bryan Robson 40' Paul Mariner 51' Terry Butcher 56' Bryan Robson | Stade Municipal, Luxemburg Toeschouwers: 5.500 Scheidsrechter: Cees Bakker (NED) |

|                                                      |                                              |                |                                              |                                                                                     |
| 3 december 1983 «onderlinge duels» 15:00 uur (UTC+2) | Griekenland                                  | 2 – 2          | Hongarije                                    | Kaftanzogliostadion, Thessaloniki Toeschouwers: 651 Scheidsrechter: Ioan Igna (ROU) |
| 3 december 1983 «onderlinge duels» 15:00 uur (UTC+2) | Nikos Anastopoulos 6' Nikos Anastopoulos 56' | Verslag (UEFA) | 12' (pen.) József Kardos 40' András Törőcsik | Kaftanzogliostadion, Thessaloniki Toeschouwers: 651 Scheidsrechter: Ioan Igna (ROU) |

|                                                   |                        |                |           | |
| 14 december 1983 «onderlinge duels» 14:45 (UTC+2) | Griekenland            | 1 – 0          | Luxemburg | Georgios Karaiskákisstadion, Piraeus Toeschouwers: 5.000 Scheidsrechter: Velitchko Tzontchev (BUL) |
| 14 december 1983 «onderlinge duels» 14:45 (UTC+2) | Dimitros Saravakos 18' | Verslag (UEFA) |           | Georgios Karaiskákisstadion, Piraeus Toeschouwers: 5.000 Scheidsrechter: Velitchko Tzontchev (BUL) |

### Groep 4
Joegoslavië had een slecht WK achter de rug en begon de kwalificatie meteen met een nederlaag tegen Noorwegen. In een waar foutenfestival verspeelden de Joegoslaven een punt in eigen huis tegen de belangrijkste tegenstander: Wales, 4-4. Bij Wales speelde de topspits van FC Liverpool Ian Rush en was bij een overwinning in de return zeker van deelname aan het EK. Wales was veel sterker dan de Joegoslaven en hadden het aan doelman Zoran Simović te danken, dat de stand 1-1 bleef.
Een week later vond de laatste wedstrijd plaats tussen Joegoslavië en Bulgarije in Split, bij een gelijkspel was Wales zeker van plaatsing, bij een overwinning van een van deze teams was dat team zeker van plaatsing. Het werd opnieuw een knotsgekke wedstrijd, na 60 minuten was de stand 2-2 en speelden beide teams vol op de aanval. In de slotfase kwamen op gegeven moment drie Bulgaren vrij voor de goal te staan, maar ze kregen ze de bal er niet in. In de tegenaanval scoorde verdediger Radanović het beslissende doelpunt en dompelde zowel Bulgarije als Wales in rouw. Joegoslavië plaatse zich ondanks een hoog aantal tegendoelpunten: 11 in zes wedstrijden.
| Pos | Land        | Wed | Win | Gel | Ver | DV | DT | +/− | Pnt |
| --- | ----------- | --- | --- | --- | --- | -- | -- | --- | --- |
| 1   | Joegoslavië | 6   | 3   | 2   | 1   | 12 | 11 | +1  | 8   |
| 2   | Wales       | 6   | 2   | 3   | 1   | 7  | 6  | +1  | 7   |
| 3   | Bulgarije   | 6   | 2   | 1   | 3   | 7  | 8  | −1  | 5   |
| 4   | Noorwegen   | 6   | 1   | 2   | 3   | 7  | 8  | −1  | 4   |

|                                                        |              |                |           |                                                                             |
| 22 september 1982 «onderlinge duels» 19:30 uur (UTC+1) | Wales        | 1 – 0          | Noorwegen | Vetch Field, Swansea Toeschouwers: 4.340 Scheidsrechter: Joël Quiniou (FRA) |
| 22 september 1982 «onderlinge duels» 19:30 uur (UTC+1) | Ian Rush 31' | Verslag (UEFA) |           | Vetch Field, Swansea Toeschouwers: 4.340 Scheidsrechter: Joël Quiniou (FRA) |

|                                                      |                                                    |                |                 |                                                                                |
| 13 oktober 1982 «onderlinge duels» 19:00 uur (UTC+1) | Joegoslavië                                        | 3 – 1          | Noorwegen       | Ullevaalstadion, Oslo Toeschouwers: 12.264 Scheidsrechter: Alojzy Jarguz (POL) |
| 13 oktober 1982 «onderlinge duels» 19:00 uur (UTC+1) | Tom Lund 4' Arne Larsen Økland 68' Dušan Savić 73' | Verslag (UEFA) | 89' Åge Hareide | Ullevaalstadion, Oslo Toeschouwers: 12.264 Scheidsrechter: Alojzy Jarguz (POL) |

|                                                      |                                         |                |                                                    |                                                                                                  |
| 27 oktober 1982 «onderlinge duels» 18:30 uur (UTC+2) | Bulgarije                               | 2 – 2          | Noorwegen                                          | Vasil Levski Nationaal Stadion, Sofia Toeschouwers: 12.746 Scheidsrechter: Antonis Vasaras (GRE) |
| 27 oktober 1982 «onderlinge duels» 18:30 uur (UTC+2) | Boycho Velichkov 13' Plamen Nikolov 68' | Verslag (UEFA) | 17' (pen.) Hallvar Thoresen 66' Arne Larsen Økland | Vasil Levski Nationaal Stadion, Sofia Toeschouwers: 12.746 Scheidsrechter: Antonis Vasaras (GRE) |

|                                                       |           |                |                     |                                                                                               |
| 17 november 1982 «onderlinge duels» 18:30 uur (UTC+2) | Bulgarije | 0 – 1          | Joegoslavië         | Vasil Levski Nationaal Stadion, Sofia Toeschouwers: 8.268 Scheidsrechter: Paolo Casarin (ITA) |
| 17 november 1982 «onderlinge duels» 18:30 uur (UTC+2) |           | Verslag (UEFA) | 36' Nenad Stojković | Vasil Levski Nationaal Stadion, Sofia Toeschouwers: 8.268 Scheidsrechter: Paolo Casarin (ITA) |

|                                                       |                                                                                  |                |                                                             |                                                                                        |
| 15 december 1982 «onderlinge duels» 13:00 uur (UTC+1) | Joegoslavië                                                                      | 4 – 4          | Wales                                                       | Pod Goricomstadion, Podgorica Toeschouwers: 12.090 Scheidsrechter: Alexis Ponnet (BEL) |
| 15 december 1982 «onderlinge duels» 13:00 uur (UTC+1) | Zvjezdan Cvetković 16' Zvonko Živković 19' Zlatko Kranjčar 36' Miodrag Ješić 66' | Verslag (UEFA) | 6' Brian Flynn 45' Ian Rush 70' Joey Jones 80' Robbie James | Pod Goricomstadion, Podgorica Toeschouwers: 12.090 Scheidsrechter: Alexis Ponnet (BEL) |

|                                                    |                    |                |           |                                                                                         |
| 27 april 1983 «onderlinge duels» 19:30 uur (UTC+1) | Wales              | 1 – 0          | Bulgarije | Racecourse Ground, Wrexham Toeschouwers: 9.006 Scheidsrechter: Siegfried Kirschen (DDR) |
| 27 april 1983 «onderlinge duels» 19:30 uur (UTC+1) | Jeremy Charles 79' | Verslag (UEFA) |           | Racecourse Ground, Wrexham Toeschouwers: 9.006 Scheidsrechter: Siegfried Kirschen (DDR) |

|                                                       |                |                |                                        |                                                                                |
| 7 september 1983 «onderlinge duels» 19:00 uur (UTC+2) | Noorwegen      | 1 – 2          | Bulgarije                              | Ullevaalstadion, Oslo Toeschouwers: 15.515 Scheidsrechter: Heinz Fahnler (AUT) |
| 7 september 1983 «onderlinge duels» 19:00 uur (UTC+2) | Åge Hareide 4' | Verslag (UEFA) | 11' Stoycho Mladenov 51' Nasko Sirakov | Ullevaalstadion, Oslo Toeschouwers: 15.515 Scheidsrechter: Heinz Fahnler (AUT) |

|                                                        |                |       |       |                                                                                   |
| 21 september 1983 «onderlinge duels» 19:00 uur (UTC+2) | Noorwegen      | 0 – 0 | Wales | Ullevaalstadion, Oslo Toeschouwers: 17.575 Scheidsrechter: Vojtech Christov (TCH) |
| 21 september 1983 «onderlinge duels» 19:00 uur (UTC+2) | Verslag (UEFA) |       |       | Ullevaalstadion, Oslo Toeschouwers: 17.575 Scheidsrechter: Vojtech Christov (TCH) |

|                                                      |                                         |                |                 |                                                                              |
| 12 oktober 1983 «onderlinge duels» 17:30 uur (UTC+1) | Joegoslavië                             | 2 – 1          | Noorwegen       | JNA-stadion, Belgrado Toeschouwers: 9.169 Scheidsrechter: Adolf Prokop (DDR) |
| 12 oktober 1983 «onderlinge duels» 17:30 uur (UTC+1) | Zlatko Vujović 21' Hallvar Thoresen 88' | Verslag (UEFA) | 39' Safet Sušić | JNA-stadion, Belgrado Toeschouwers: 9.169 Scheidsrechter: Adolf Prokop (DDR) |

|                                                       |                 |                |       |                                                                                              |
| 16 november 1983 «onderlinge duels» 18:30 uur (UTC+2) | Bulgarije       | 1 – 0          | Wales | Vasil Levski Nationaal Stadion, Sofia Toeschouwers: 4.273 Scheidsrechter: Dieter Pauly (FRG) |
| 16 november 1983 «onderlinge duels» 18:30 uur (UTC+2) | Rusi Gochev 53' | Verslag (UEFA) |       | Vasil Levski Nationaal Stadion, Sofia Toeschouwers: 4.273 Scheidsrechter: Dieter Pauly (FRG) |

|                                                     |                  |                |                       |                                                                                  |
| 14 december 1983 «onderlinge duels» 19:30 uur (UTC) | Wales            | 1 – 1          | Joegoslavië           | Ninian Park, Cardiff Toeschouwers: 24.902 Scheidsrechter: Erik Fredriksson (SWE) |
| 14 december 1983 «onderlinge duels» 19:30 uur (UTC) | Robbie James 54' | Verslag (UEFA) | 81' Mehmed Baždarević | Ninian Park, Cardiff Toeschouwers: 24.902 Scheidsrechter: Erik Fredriksson (SWE) |

|                                                       |                                                        |                |                                           |                                                                                  |
| 21 december 1983 «onderlinge duels» 16:00 uur (UTC+1) | Joegoslavië                                            | 3 – 2          | Bulgarije                                 | Poljudstadion, Split Toeschouwers: 29.311 Scheidsrechter: Augusto Castillo (ESP) |
| 21 december 1983 «onderlinge duels» 16:00 uur (UTC+1) | Safet Sušić 30' Safet Sušić 52' Ljubomir Radanović 90' | Verslag (UEFA) | 28' Bozhidar Iskrenov 60' Georgi Dimitrov | Poljudstadion, Split Toeschouwers: 29.311 Scheidsrechter: Augusto Castillo (ESP) |

### Groep 5
Vooraf was er geen twijfel, welke ploeg de grote favoriet was: wereldkampioen Italië, dat via grote voetballanden als Brazilië en West-Duitsland de titel pakte. De "Squarda Azzuri" begon meteen met puntverlies in eigen huis tegen Tsjecho-Slowakije en Roemenië en blameerde zich door met 1-1 gelijk te spelen tegen dreumes Cyprus. De wereldkampioen begon de uitwedstrijd tegen Roemenië met twee punten achterstand op deze ploeg en kon na de 1-0 nederlaag (doelpunt László Bölöni na een fout van veteraan Dino Zoff) zich al bijna niet meer plaatsen. Vervolgens verloor Italië drie wedstrijden op een rij, waarbij de vooral de thuiswedstrijd tegen Zweden ontluisterend was (0-3 nederlaag). Pas in de laatste wedstrijd won Italië met 3-1 van Cyprus, waarbij men tien minuten voor tijd nog op gelijke hoogte stond. De topscorer van het WK Paolo Rossi speelde alle wedstrijden mee, maar scoorde pas in de laatste wedstrijd, uit een strafschop.
De strijd om de eerste plaats ging tussen drie teams: Tsjecho-Slowakije, Roemenië en het verrassende Zweden. De Tsjechen wonnen in Boekarest van Roemenië, maar verloren dure punten tegen Zweden (2-2 thuis, na een 2-0 voorsprong drie minuten voor tijd, 1-0 nederlaag uit) en een gelijkspel in Cyprus. Roemenië won twee keer van Zweden. De laatste wedstrijd was Tsjecho-Slowakije tegen Roemenië. In Bratislava had Roemenië genoeg aan een gelijke spel, bij een overwinning van Tsjecho-Slowakije eindigden de Tsjechen op gelijke hoogte met de twee concurrenten en had dan een beter doelsaldo. De wedstrijd eindigde in 1-1 (beide doelpunten tien minuten voor tijd) en Roemenië plaatste zich voor de eerste keer sinds 1970 voor een groot toernooi.
| Pos | Land              | Wed | Win | Gel | Ver | DV | DT | +/− | Pnt |
| --- | ----------------- | --- | --- | --- | --- | -- | -- | --- | --- |
| 1   | Roemenië          | 8   | 5   | 2   | 1   | 9  | 3  | +6  | 12  |
| 2   | Zweden            | 8   | 5   | 1   | 2   | 14 | 5  | +9  | 11  |
| 3   | Tsjecho-Slowakije | 8   | 3   | 4   | 1   | 15 | 7  | +8  | 10  |
| 4   | Italië            | 8   | 1   | 3   | 4   | 6  | 12 | −6  | 5   |
| 5   | Cyprus            | 8   | 0   | 2   | 6   | 4  | 21 | −17 | 2   |

|                                                 |                                                         |                |                      |                                                                           |
| 1 mei 1982 «onderlinge duels» 17:15 uur (UTC+3) | Roemenië                                                | 3 – 1          | Cyprus               | Corvinul, Hunedoara Toeschouwers: 9.103 Scheidsrechter: Arsen Hoxha (ALB) |
| 1 mei 1982 «onderlinge duels» 17:15 uur (UTC+3) | Florea Văetuş 16' Rodion Cămătaru 19' László Bölöni 71' | Verslag (UEFA) | 29' Foivos Vrachimis | Corvinul, Hunedoara Toeschouwers: 9.103 Scheidsrechter: Arsen Hoxha (ALB) |

|                                                       |                                   |                |        |                                                                                           |
| 8 september 1982 «onderlinge duels» 20:30 uur (UTC+2) | Roemenië                          | 2 – 0          | Zweden | Stadionul 23 August, Boekarest Toeschouwers: 24.031 Scheidsrechter: Edvard Šoštarič (YUG) |
| 8 september 1982 «onderlinge duels» 20:30 uur (UTC+2) | Ioan Andone 25' Michael Klein 47' | Verslag (UEFA) |        | Stadionul 23 August, Boekarest Toeschouwers: 24.031 Scheidsrechter: Edvard Šoštarič (YUG) |

|                                                     |                                   |                |                                    |                                                                                   |
| 6 oktober 1982 «onderlinge duels» 17:00 uur (UTC+1) | Tsjecho-Slowakije                 | 2 – 2          | Zweden                             | Tehelné pole, Bratislava Toeschouwers: 14.977 Scheidsrechter: Bob Valentine (SCO) |
| 6 oktober 1982 «onderlinge duels» 17:00 uur (UTC+1) | Petr Janečka 47' Petr Janečka 53' | Verslag (UEFA) | 89' Mats Jingblad 90' Ulf Eriksson | Tehelné pole, Bratislava Toeschouwers: 14.977 Scheidsrechter: Bob Valentine (SCO) |

|                                                       |                                               |                |                                    |                                                                            |
| 13 november 1982 «onderlinge duels» 14:30 uur (UTC+1) | Italië                                        | 2 – 2          | Tsjecho-Slowakije                  | San Siro, Milaan Toeschouwers: 72.386 Scheidsrechter: Charles Corver (NED) |
| 13 november 1982 «onderlinge duels» 14:30 uur (UTC+1) | Alessandro Altobelli 13' Ján Kapko 65' (e.d.) | Verslag (UEFA) | 26' Jiří Sloup 71' Pavel Chaloupka | San Siro, Milaan Toeschouwers: 72.386 Scheidsrechter: Charles Corver (NED) |

|                                                       |        |                |                      |                                                                                |
| 13 november 1982 «onderlinge duels» 17:00 uur (UTC+2) | Cyprus | 0 – 1          | Zweden               | Makariostadion, Nicosia Toeschouwers: 6.155 Scheidsrechter: Neil Midgley (ENG) |
| 13 november 1982 «onderlinge duels» 17:00 uur (UTC+2) |        | Verslag (UEFA) | 34' Dan Corneliusson | Makariostadion, Nicosia Toeschouwers: 6.155 Scheidsrechter: Neil Midgley (ENG) |

|                                                      |                |       |          |                                                                                      |
| 4 december 1982 «onderlinge duels» 14:30 uur (UTC+1) | Italië         | 0 – 0 | Roemenië | Stadio Comunale, Florence Toeschouwers: 50.478 Scheidsrechter: Georges Konrath (FRA) |
| 4 december 1982 «onderlinge duels» 14:30 uur (UTC+1) | Verslag (UEFA) |       |          | Stadio Comunale, Florence Toeschouwers: 50.478 Scheidsrechter: Georges Konrath (FRA) |

|                                                       |                  |                |                           |                                                                                  |
| 12 februari 1983 «onderlinge duels» 15:30 uur (UTC+2) | Cyprus           | 1 – 1          | Italië                    | Tsirionstadion, Limasol Toeschouwers: 18.583 Scheidsrechter: Bogdan Dochev (BUL) |
| 12 februari 1983 «onderlinge duels» 15:30 uur (UTC+2) | Takis Mauris 47' | Verslag (UEFA) | 57' (e.d.) Nikos Patikkis | Tsirionstadion, Limasol Toeschouwers: 18.583 Scheidsrechter: Bogdan Dochev (BUL) |

|                                                    |                       |                |                      |                                                                                   |
| 27 maart 1983 «onderlinge duels» 16:45 uur (UTC+3) | Cyprus                | 1 – 1          | Tsjecho-Slowakije    | Makariostadion, Nicosia Toeschouwers: 6.951 Scheidsrechter: Stjepan Glavina (YUG) |
| 27 maart 1983 «onderlinge duels» 16:45 uur (UTC+3) | Fanis Theophanous 21' | Verslag (UEFA) | 60' Přemysl Bičovský | Makariostadion, Nicosia Toeschouwers: 6.951 Scheidsrechter: Stjepan Glavina (YUG) |

|                                                    | |                |        |                                                                                          |
| 16 april 1983 «onderlinge duels» 14:00 uur (UTC+2) | Tsjecho-Slowakije | 6 – 0          | Cyprus | Stadion Evžena Rošického, Praag Toeschouwers: 8.180 Scheidsrechter: Norbert Rolles (LUX) |
| 16 april 1983 «onderlinge duels» 14:00 uur (UTC+2) | Václav Daněk 3' Václav Daněk 29' Zdeněk Prokeš 48' Václav Daněk 48' Ladislav Jurkemik 56' Kostas Miamiliotis 69' (e.d.) | Verslag (UEFA) |        | Stadion Evžena Rošického, Praag Toeschouwers: 8.180 Scheidsrechter: Norbert Rolles (LUX) |

|                                                    |                   |                |        |                                                                                          |
| 16 april 1983 «onderlinge duels» 20:00 uur (UTC+3) | Roemenië          | 1 – 0          | Italië | Stadionul 23 August, Boekarest Toeschouwers: 62.966 Scheidsrechter: Michel Vautrot (FRA) |
| 16 april 1983 «onderlinge duels» 20:00 uur (UTC+3) | László Bölöni 24' | Verslag (UEFA) |        | Stadionul 23 August, Boekarest Toeschouwers: 62.966 Scheidsrechter: Michel Vautrot (FRA) |

|                                                  |                                                                                            |                |        |                                                                                  |
| 15 mei 1983 «onderlinge duels» 18:00 uur (UTC+2) | Zweden                                                                                     | 5 – 0          | Cyprus | Malmö Stadion, Malmö Toeschouwers: 19.801 Scheidsrechter: Juhani Smolander (FIN) |
| 15 mei 1983 «onderlinge duels» 18:00 uur (UTC+2) | Robert Prytz 53' Dan Corneliusson 57' Glenn Hysén 61' Andreas Ravelli 72' Robert Prytz 76' | Verslag (UEFA) |        | Malmö Stadion, Malmö Toeschouwers: 19.801 Scheidsrechter: Juhani Smolander (FIN) |

|                                                  |          |                |                           |                                                                                         |
| 15 mei 1983 «onderlinge duels» 20:30 uur (UTC+3) | Roemenië | 0 – 1          | Tsjecho-Slowakije         | Stadionul 23 August, Boekarest Toeschouwers: 30.108 Scheidsrechter: Alexis Ponnet (BEL) |
| 15 mei 1983 «onderlinge duels» 20:30 uur (UTC+3) |          | Verslag (UEFA) | 40' (pen.) Ladislav Vízek | Stadionul 23 August, Boekarest Toeschouwers: 30.108 Scheidsrechter: Alexis Ponnet (BEL) |

|                                                  |                                        |                |        |                                                                               |
| 29 mei 1983 «onderlinge duels» 18:00 uur (UTC+2) | Zweden                                 | 2 – 0          | Italië | Ullevi, Göteborg Toeschouwers: 32.860 Scheidsrechter: Walter Eschweiler (FRG) |
| 29 mei 1983 «onderlinge duels» 18:00 uur (UTC+2) | Håkan Sandberg 32' Glenn Strömberg 56' | Verslag (UEFA) |        | Ullevi, Göteborg Toeschouwers: 32.860 Scheidsrechter: Walter Eschweiler (FRG) |

|                                                  |        |                |                     |                                                                               |
| 9 juni 1983 «onderlinge duels» 19:00 uur (UTC+2) | Zweden | 0 – 1          | Roemenië            | Råsundastadion, Solna Toeschouwers: 31.474 Scheidsrechter: Adolf Prokop (GDR) |
| 9 juni 1983 «onderlinge duels» 19:00 uur (UTC+2) |        | Verslag (UEFA) | 29' Rodion Cămătaru | Råsundastadion, Solna Toeschouwers: 31.474 Scheidsrechter: Adolf Prokop (GDR) |

|                                                        |                      |                |                   |                                                                                 |
| 21 september 1983 «onderlinge duels» 19:00 uur (UTC+2) | Zweden               | 1 – 0          | Tsjecho-Slowakije | Råsundastadion, Solna Toeschouwers: 20.546 Scheidsrechter: Michel Vautrot (FRA) |
| 21 september 1983 «onderlinge duels» 19:00 uur (UTC+2) | Dan Corneliusson 13' | Verslag (UEFA) |                   | Råsundastadion, Solna Toeschouwers: 20.546 Scheidsrechter: Michel Vautrot (FRA) |

|                                                      |        |                |                                                             |                                                                                    |
| 15 oktober 1983 «onderlinge duels» 15:00 uur (UTC+1) | Italië | 0 – 3          | Zweden                                                      | Stadio San Paolo, Napels Toeschouwers: 73.438 Scheidsrechter: García Carrión (ESP) |
| 15 oktober 1983 «onderlinge duels» 15:00 uur (UTC+1) |        | Verslag (UEFA) | 20' Glenn Strömberg 27' Glenn Strömberg 71' Thomas Sunesson | Stadio San Paolo, Napels Toeschouwers: 73.438 Scheidsrechter: García Carrión (ESP) |

|                                                       |        |                |                   |                                                                               |
| 12 november 1983 «onderlinge duels» 15:00 uur (UTC+2) | Cyprus | 0 – 1          | Roemenië          | Tsirionstadion, Limasol Toeschouwers: 5.277 Scheidsrechter: Ron Bridges (WAL) |
| 12 november 1983 «onderlinge duels» 15:00 uur (UTC+2) |        | Verslag (UEFA) | 78' László Bölöni | Tsirionstadion, Limasol Toeschouwers: 5.277 Scheidsrechter: Ron Bridges (WAL) |

|                                                       |                                    |                |        |                                                                                            |
| 16 november 1983 «onderlinge duels» 17:00 uur (UTC+1) | Tsjecho-Slowakije                  | 2 – 0          | Italië | Stadion Evžena Rošického, Praag Toeschouwers: 34.332 Scheidsrechter: George Courtney (ENG) |
| 16 november 1983 «onderlinge duels» 17:00 uur (UTC+1) | Petr Rada 64' Petr Rada 77' (pen.) | Verslag (UEFA) |        | Stadion Evžena Rošického, Praag Toeschouwers: 34.332 Scheidsrechter: George Courtney (ENG) |

|                                                       |                   |                |                 |                                                                                    |
| 30 november 1983 «onderlinge duels» 17:00 uur (UTC+1) | Tsjecho-Slowakije | 1 – 1          | Roemenië        | Tehelné pole, Bratislava Toeschouwers: 45.554 Scheidsrechter: Károly Palotai (HUN) |
| 30 november 1983 «onderlinge duels» 17:00 uur (UTC+1) | Milan Luhový 85'  | Verslag (UEFA) | 62' Ion Geolgău | Tehelné pole, Bratislava Toeschouwers: 45.554 Scheidsrechter: Károly Palotai (HUN) |

|                                                       |                                                                     |                |                           |                                                                                        |
| 22 december 1983 «onderlinge duels» 14:30 uur (UTC+1) | Italië                                                              | 3 – 1          | Cyprus                    | Stadio Renato Curi, Perugia Toeschouwers: 25.822 Scheidsrechter: Oliver Donnelly (NIR) |
| 22 december 1983 «onderlinge duels» 14:30 uur (UTC+1) | Alessandro Altobelli 53' Antonio Cabrini 82' Paolo Rossi 86' (pen.) | Verslag (UEFA) | 68' (pen.) Marios Tsingis | Stadio Renato Curi, Perugia Toeschouwers: 25.822 Scheidsrechter: Oliver Donnelly (NIR) |

### Groep 6
West-Duitsland had een tumultueus WK achter de rug, waar schandalen welig tierden, maar wel de finale werd gehaald. Het raakte Paul Breitner kwijt, maar zijn rivaal Bernd Schuster kwam terug in de selectie. Het begin was heel slecht, voor de eerste keer sinds 1967 verloor de ploeg een EK-duel: 1-0 in Belfast tegen Noord-Ierland. In april speelde West-Duitsland weer tegen Oostenrijk, voor de eerste keer sinds het schandalige niet-aanvalsverdrag op het WK, toen West-Duitsland en Oostenrijk niet meer voetbalden om de volgende ronde te halen. Ook deze wedstrijd was weinig verheffend, het bleef 0-0 en halverwege had Oostenrijk een ruime voorsprong (negen punten uit vijf wedstrijden), maar moest nog alle zware uitwedstrijden spelen.
Oostenrijk verloor die wedstrijden allemaal kansloos en was uitgeschakeld: vooral de uitwedstrijd tegen de Duitsers was pijnlijk, na 20 minuten stond het al 3-0 voor de thuisploeg.
Kwalificatie kon West-Duitsland nauwelijks nog ontgaan, vooral omdat de derde kandidaat Noord-Ierland onnodige punten verloor tegen de kleine ploegen (1-0 verlies in Turkije, 0-0 in Albanië). De Duitsers speelden nog twee thuiswedstrijden, waarvan één overwinning genoeg was voor kwalificatie. In Hamburg vocht Noord-Ierland voor hun laatste kans en won met 1-0 door een doelpunt van Norman Whiteside. Ook in Saarbrücken kwam de titelverdediger op een beschamende achterstand tegen Albanië. Pas elf minuten voor tijd scoorde "die Mannschaft" het bevrijdende doelpunt en eindigde op doelsaldo boven Noord-Ierland. Een tragedie speelde zich ook af tijdens de cyclus: Bernd Schuster kwam opnieuw in onmin met coach Jupp Derwall en de Duitse voetbalbond en zou nooit meer spelen voor het nationale elftal.
| Pos | Land           | Wed | Win | Gel | Ver | DV | DT | +/− | Pnt |
| --- | -------------- | --- | --- | --- | --- | -- | -- | --- | --- |
| 1   | West-Duitsland | 8   | 5   | 1   | 2   | 15 | 5  | +10 | 11  |
| 2   | Noord-Ierland  | 8   | 5   | 1   | 2   | 8  | 5  | +3  | 11  |
| 3   | Oostenrijk     | 8   | 4   | 1   | 3   | 15 | 10 | +5  | 9   |
| 4   | Turkije        | 8   | 3   | 1   | 4   | 8  | 16 | −8  | 7   |
| 5   | Albanië        | 8   | 0   | 2   | 6   | 4  | 14 | −10 | 2   |

|                                                        |                                                                                                   |                |         |                                                                                        |
| 22 september 1982 «onderlinge duels» 19:00 uur (UTC+2) | Oostenrijk                                                                                        | 5 – 0          | Albanië | Gerhard Hanappistadion, Wenen Toeschouwers: 9.111 Scheidsrechter: Yordan Zhezhov (BUL) |
| 22 september 1982 «onderlinge duels» 19:00 uur (UTC+2) | Max Hagmayr 24' Felix Gasselich 41' Agustin Kola 64' (e.d.) Heribert Weber 66' Karl Brauneder 81' | Verslag (UEFA) |         | Gerhard Hanappistadion, Wenen Toeschouwers: 9.111 Scheidsrechter: Yordan Zhezhov (BUL) |

|                                                      |                                          |                |               |                                                                                 |
| 13 oktober 1982 «onderlinge duels» 19:00 uur (UTC+1) | Oostenrijk                               | 2 – 0          | Noord-Ierland | Prater-Stadion, Wenen Toeschouwers: 9.885 Scheidsrechter: Valeriy Butenko (URS) |
| 13 oktober 1982 «onderlinge duels» 19:00 uur (UTC+1) | Walter Schachner 3' Walter Schachner 39' | Verslag (UEFA) |               | Prater-Stadion, Wenen Toeschouwers: 9.885 Scheidsrechter: Valeriy Butenko (URS) |

|                                                      |                    |                |         |                                                                                  |
| 27 oktober 1982 «onderlinge duels» 18:00 uur (UTC+3) | Turkije            | 1 – 0          | Albanië | İzmir Atatürkstadion, İzmir Toeschouwers: 27.702 Scheidsrechter: Ioan Igna (ROU) |
| 27 oktober 1982 «onderlinge duels» 18:00 uur (UTC+3) | Arif Kocabıyık 86' | Verslag (UEFA) |         | İzmir Atatürkstadion, İzmir Toeschouwers: 27.702 Scheidsrechter: Ioan Igna (ROU) |

|                                                       |                                                                                    |                |         |                                                                                             |
| 17 november 1982 «onderlinge duels» 19:00 uur (UTC+2) | Oostenrijk                                                                         | 4 – 0          | Turkije | Gerhard Hanappistadion, Wenen Toeschouwers: 9.614 Scheidsrechter: Aleksander Suchanek (POL) |
| 17 november 1982 «onderlinge duels» 19:00 uur (UTC+2) | Toni Polster 10' Bruno Pezzey 33' Herbert Prohaska 36' (pen.) Walter Schachner 52' | Verslag (UEFA) |         | Gerhard Hanappistadion, Wenen Toeschouwers: 9.614 Scheidsrechter: Aleksander Suchanek (POL) |

|                                                     |                 |                |                |                                                                             |
| 17 november 1982 «onderlinge duels» 20:00 uur (UTC) | Noord-Ierland   | 1 – 0          | West-Duitsland | Windsor Park, Belfast Toeschouwers: 20.522 Scheidsrechter: Rolf Nyhus (NOR) |
| 17 november 1982 «onderlinge duels» 20:00 uur (UTC) | Ian Stewart 18' | Verslag (UEFA) |                | Windsor Park, Belfast Toeschouwers: 20.522 Scheidsrechter: Rolf Nyhus (NOR) |

|                                                       |                |       |               |                                                                                   |
| 15 december 1982 «onderlinge duels» 14:00 uur (UTC+1) | Albanië        | 0 – 0 | Noord-Ierland | Qemal Stafastadion, Tirana Toeschouwers: 16.898 Scheidsrechter: André Daina (SUI) |
| 15 december 1982 «onderlinge duels» 14:00 uur (UTC+1) | Verslag (UEFA) |       |               | Qemal Stafastadion, Tirana Toeschouwers: 16.898 Scheidsrechter: André Daina (SUI) |

|                                                    |                           |                |                                                  |                                                                                           |
| 30 maart 1983 «onderlinge duels» 15:30 uur (UTC+1) | Albanië                   | 1 – 2          | West-Duitsland                                   | Qemal Stafastadion, Tirana Toeschouwers: 19.550 Scheidsrechter: Gianfranco Menegali (ITA) |
| 30 maart 1983 «onderlinge duels» 15:30 uur (UTC+1) | Muhedin Targaj 81' (pen.) | Verslag (UEFA) | 54' Rudi Völler 66' (pen.) Karl-Heinz Rummenigge | Qemal Stafastadion, Tirana Toeschouwers: 19.550 Scheidsrechter: Gianfranco Menegali (ITA) |

|                                                    |                                       |                |                  |                                                                               |
| 30 maart 1983 «onderlinge duels» 20:00 uur (UTC+1) | Noord-Ierland                         | 2 – 1          | Turkije          | Windsor Park, Belfast Toeschouwers: 15.093 Scheidsrechter: Alain Delmer (FRA) |
| 30 maart 1983 «onderlinge duels» 20:00 uur (UTC+1) | Martin O'Neill 5' John McClelland 17' | Verslag (UEFA) | 56' Hasan Şengün | Windsor Park, Belfast Toeschouwers: 15.093 Scheidsrechter: Alain Delmer (FRA) |

|                                                    |         |                |                                                                                  |                                                                                           |
| 23 april 1983 «onderlinge duels» 18:30 uur (UTC+3) | Turkije | 0 – 3          | West-Duitsland                                                                   | İzmir Atatürk Stadyumu, İzmir Toeschouwers: 59.637 Scheidsrechter: Vojtech Christov (TCH) |
| 23 april 1983 «onderlinge duels» 18:30 uur (UTC+3) |         | Verslag (UEFA) | 29' (pen.) Karl-Heinz Rummenigge 53' Wolfgang Dremmler 71' Karl-Heinz Rummenigge | İzmir Atatürk Stadyumu, İzmir Toeschouwers: 59.637 Scheidsrechter: Vojtech Christov (TCH) |

|                                                    |                |       |                |                                                                                |
| 27 april 1983 «onderlinge duels» 19:00 uur (UTC+2) | Oostenrijk     | 0 – 0 | West-Duitsland | Praterstadion, Wenen Toeschouwers: 50.169 Scheidsrechter: Brian McGinlay (SCO) |
| 27 april 1983 «onderlinge duels» 19:00 uur (UTC+2) | Verslag (UEFA) |       |                | Praterstadion, Wenen Toeschouwers: 50.169 Scheidsrechter: Brian McGinlay (SCO) |

|                                                    |                 |                |         |                                                                             |
| 27 april 1983 «onderlinge duels» 20:00 uur (UTC+1) | Noord-Ierland   | 1 – 0          | Albanië | Windsor Park, Belfast Toeschouwers: 10.612 Scheidsrechter: Ib Nielsen (DEN) |
| 27 april 1983 «onderlinge duels» 20:00 uur (UTC+1) | Ian Stewart 54' | Verslag (UEFA) |         | Windsor Park, Belfast Toeschouwers: 10.612 Scheidsrechter: Ib Nielsen (DEN) |

|                                                  |                          |                |                 |                                                                                      |
| 11 mei 1983 «onderlinge duels» 17:30 uur (UTC+2) | Albanië                  | 1 – 1          | Turkije         | Qemal Stafastadion, Tirana Toeschouwers: 15.678 Scheidsrechter: Mircea Salomir (ROU) |
| 11 mei 1983 «onderlinge duels» 17:30 uur (UTC+2) | Raşit Çetiner 73' (e.d.) | Verslag (UEFA) | 34' Metin Tekin | Qemal Stafastadion, Tirana Toeschouwers: 15.678 Scheidsrechter: Mircea Salomir (ROU) |

|                                                  |                           |                |                                          |                                                                                    |
| 8 juni 1983 «onderlinge duels» 18:00 uur (UTC+2) | Albanië                   | 1 – 2          | Oostenrijk                               | Qemal Stafastadion, Tirana Toeschouwers: 15.139 Scheidsrechter: László Pádár (HUN) |
| 8 juni 1983 «onderlinge duels» 18:00 uur (UTC+2) | Muhedin Targaj 83' (pen.) | Verslag (UEFA) | 6' Walter Schachner 58' Walter Schachner | Qemal Stafastadion, Tirana Toeschouwers: 15.139 Scheidsrechter: László Pádár (HUN) |

|                                                        |                                                            |                |                     |                                                                                   |
| 21 september 1983 «onderlinge duels» 20:00 uur (UTC+1) | Noord-Ierland                                              | 3 – 1          | Oostenrijk          | Windsor Park, Belfast Toeschouwers: 18.013 Scheidsrechter: Erik Fredriksson (SWE) |
| 21 september 1983 «onderlinge duels» 20:00 uur (UTC+1) | Billy Hamilton 28' Norman Whiteside 67' Martin O'Neill 89' | Verslag (UEFA) | 82' Felix Gasselich | Windsor Park, Belfast Toeschouwers: 18.013 Scheidsrechter: Erik Fredriksson (SWE) |

|                                                     |                                                          |                |            |                                                                                     |
| 5 oktober 1983 «onderlinge duels» 20:15 uur (UTC+1) | West-Duitsland                                           | 3 – 0          | Oostenrijk | Parkstadion, Gelsenkirchen Toeschouwers: 65.496 Scheidsrechter: Luigi Agnolin (ITA) |
| 5 oktober 1983 «onderlinge duels» 20:15 uur (UTC+1) | Karl-Heinz Rummenigge 4' Rudi Völler 19' Rudi Völler 21' | Verslag (UEFA) |            | Parkstadion, Gelsenkirchen Toeschouwers: 65.496 Scheidsrechter: Luigi Agnolin (ITA) |

|                                                      |                 |                |               |                                                                                            |
| 12 oktober 1983 «onderlinge duels» 15:30 uur (UTC+3) | Turkije         | 1 – 0          | Noord-Ierland | Ankara 19 Mayısstadion, Ankara Toeschouwers: 21.096 Scheidsrechter: Romualdas Yushka (URS) |
| 12 oktober 1983 «onderlinge duels» 15:30 uur (UTC+3) | Selçuk Yula 17' | Verslag (UEFA) |               | Ankara 19 Mayısstadion, Ankara Toeschouwers: 21.096 Scheidsrechter: Romualdas Yushka (URS) |

|                                                      | |                |                  |                                                                                         |
| 26 oktober 1983 «onderlinge duels» 20:15 uur (UTC+1) | West-Duitsland                                                                                              | 5 – 1          | Turkije          | Olympiastadion, West-Berlijn Toeschouwers: 30.457 Scheidsrechter: Edvard Šoštarič (YUG) |
| 26 oktober 1983 «onderlinge duels» 20:15 uur (UTC+1) | Rudi Völler 44' Karl-Heinz Rummenigge 61' Rudi Völler 65' Uli Stielike 66' Karl-Heinz Rummenigge 75' (pen.) | Verslag (UEFA) | 67' Hasan Şengün | Olympiastadion, West-Berlijn Toeschouwers: 30.457 Scheidsrechter: Edvard Šoštarič (YUG) |

|                                                       |                                                          |                |                      |                                                                                          |
| 16 november 1983 «onderlinge duels» 15:00 uur (UTC+3) | Turkije                                                  | 3 – 1          | Oostenrijk           | Ali Sami Yenstadion, Istanbul Toeschouwers: 21.310 Scheidsrechter: Roger Schoeters (BEL) |
| 16 november 1983 «onderlinge duels» 15:00 uur (UTC+3) | İlyas Tüfekçi 62' Selçuk Yula 69' Selçuk Yula 76' (pen.) | Verslag (UEFA) | 72' Ernst Baumeister | Ali Sami Yenstadion, Istanbul Toeschouwers: 21.310 Scheidsrechter: Roger Schoeters (BEL) |

|                                                       |                |                |                      |                                                                                     |
| 16 november 1983 «onderlinge duels» 15:30 uur (UTC+1) | West-Duitsland | 0 – 1          | Noord-Ierland        | Volksparkstadion, Hamburg Toeschouwers: 61.418 Scheidsrechter: Károly Palotai (HUN) |
| 16 november 1983 «onderlinge duels» 15:30 uur (UTC+1) |                | Verslag (UEFA) | 50' Norman Whiteside | Volksparkstadion, Hamburg Toeschouwers: 61.418 Scheidsrechter: Károly Palotai (HUN) |

|                                                       |                                              |                |                 |                                                                                            |
| 20 november 1983 «onderlinge duels» 14:30 uur (UTC+1) | West-Duitsland                               | 2 – 1          | Albanië         | Ludwigsparkstadion, Saarbrücken Toeschouwers: 37.560 Scheidsrechter: Anders Mattsson (FIN) |
| 20 november 1983 «onderlinge duels» 14:30 uur (UTC+1) | Karl-Heinz Rummenigge 24' Gerhard Strack 80' | Verslag (UEFA) | 23' Genç Tomori | Ludwigsparkstadion, Saarbrücken Toeschouwers: 37.560 Scheidsrechter: Anders Mattsson (FIN) |

### Groep 7
Na het echec in de kwalificatiereeks voor het WK van 1982 moest Nederland of gaan verjongen of doorgaan met een nieuwe generatie. In de eerste helft van de kwalificatiereeks worstelde bondscoach Kees Rijvers met deze afweging. De eerste wedstrijd werd 1-1 in IJsland. In een halflege Kuip won Nederland met 2-1 van Ierland dankzij een doelpunt van Dick Schoenaker in de eerste minuut, na voorbereidend werk van debutant René van der Gijp en een doelpunt van Ruud Gullit. De uitwedstrijd tegen Malta werd gespeeld in Aken vanwege een straf van de UEFA aan Malta. Vlak over de Nederlandse grens won Nederland met 0-6, hetgeen beslissend kon zijn voor het doelsaldo. In een uitwedstrijd tegen Spanje stelde Rijvers een surplus aan verdedigers en verdedigende middenvelders op, waaronder weer recordinternational Ruud Krol. Nederland creëerde totaal geen kans en na een benutte strafschop van Señor vlak voor rust vond Spanje het ook prima. Halverwege had Spanje elf punten uit zes wedstrijden en leek het zich makkelijk te plaatsen voor de eindronde.
Rijvers ging verjongen. In een wedstrijd tegen IJsland debuteerden vier spelers, waaronder Marco van Basten. Nederland stond na 20 minuten met 3-0 voor en verzuimde de score op te voeren. Nederland had een onervaren selectie met doelman Piet Schrijvers, middenvelder Willy van de Kerkhof en aanvoerder Bennie Wijnstekers als enige routiniers. Een ware testcase was de uitwedstrijd Ierland, Ierland was al uitgeschakeld en Nederland moest winnen. Nederland speelde in de eerste helft verdedigend en kwam met 2-0 achter. In de tweede helft ging Nederland aanvallen en de wedstrijd stond op zijn kop. Door twee doelpunten van Gullit en een van Van Basten werd het 3-2 voor Nederland.
Opeens waren er weer alle kansen om zich te plaatsen. Een tegenvaller was de ziekte van Pfeifer van Van Basten. Peter Houtman zou hem vervangen. In een uitverkochte Kuip won Nederland met 2-1 van Spanje. Gullit werd matchwinner. Spanje en Nederland hadden nu evenveel punten. Het doelsaldo was met zes goals verschil beter bij Nederland en beide landen moesten nog spelen tegen Malta. Rijvers weigerde zijn opstelling aan te passen en stuurde hetzelfde elftal de wei in. Aanvallend liep het stroef. Na het invallen van Frank Rijkaard werd er nog royaal gewonnen: 5-0.
Nu moest Spanje vier dagen later met elf goals verschil van Malta winnen. Na de eerste helft stond het 3-1 door drie goals van Santillana, Malta scoorde zelfs de gelijkmaker via Silvio Demanuele. Wat er in de catacomben van het stadion in Sevilla gebeurde, zou altijd een mysterie zijn. Spanje scoorde achter elkaar, de doelman van Malta Bonello hield geen bal meer en de Maltese voetballers liepen als een kip zonder kop. Ook opvallend was de haast, die de Turkse scheidsrechter had na elk Spaans gescoord doelpunt. In de 83e minuut scoorde Señor het twaalfde doelpunt en was Spanje geplaatst. De wedstrijd werd rechtstreeks op de Nederlandse televisie uitgezonden. Rijvers zag het totaal niet aankomen, hij was aan het kaarten bij de buren. Later had Malta een compleet nieuw trainingskamp. De UEFA besloot, dat voortaan beslissende wedstrijden in de kwalificatie gelijktijdig zouden worden gespeeld.
| Pos | Land      | Wed | Win | Gel | Ver | DV | DT | +/− | Pnt |
| --- | --------- | --- | --- | --- | --- | -- | -- | --- | --- |
| 1   | Spanje    | 8   | 6   | 1   | 1   | 24 | 8  | +16 | 13  |
| 2   | Nederland | 8   | 6   | 1   | 1   | 22 | 6  | +16 | 13  |
| 3   | Ierland   | 8   | 4   | 1   | 3   | 20 | 10 | +10 | 9   |
| 4   | IJsland   | 8   | 1   | 1   | 6   | 3  | 13 | −10 | 3   |
| 5   | Malta     | 8   | 1   | 0   | 7   | 5  | 37 | −32 | 2   |

|                                              |                                         |                |                              |                                                                                          |
| 5 juni 1982 «onderlinge duels» 16:30 (UTC+2) | Malta                                   | 2 – 1          | IJsland                      | Stadio Giovanni Celeste, Messina Toeschouwers: 1.271 Scheidsrechter: Pietro D'Elia (ITA) |
| 5 juni 1982 «onderlinge duels» 16:30 (UTC+2) | Ernest Spiteri-Gonzi 43' Leli Fabri 48' | Verslag (UEFA) | 49' (pen.) Marteinn Geirsson | Stadio Giovanni Celeste, Messina Toeschouwers: 1.271 Scheidsrechter: Pietro D'Elia (ITA) |

|                                                     |                     |                |                     |                                                                                      |
| 1 september 1982 «onderlinge duels» 18:30 uur (UTC) | IJsland             | 1 – 1          | Nederland           | Laugardalsvöllur, Reykjavik Toeschouwers: 2.862 Scheidsrechter: Brian McGinlay (SCO) |
| 1 september 1982 «onderlinge duels» 18:30 uur (UTC) | Atli Eðvaldsson 49' | Verslag (UEFA) | 51' Dick Schoenaker | Laugardalsvöllur, Reykjavik Toeschouwers: 2.862 Scheidsrechter: Brian McGinlay (SCO) |

|                                                        |                                    |                |                 |                                                                          |
| 22 september 1982 «onderlinge duels» 20:00 uur (UTC+2) | Nederland                          | 2 – 1          | Ierland         | De Kuip, Rotterdam Toeschouwers: 40.498 Scheidsrechter: Ivan Grégr (TCH) |
| 22 september 1982 «onderlinge duels» 20:00 uur (UTC+2) | Dick Schoenaker 1' Ruud Gullit 64' | Verslag (UEFA) | 79' Gerard Daly | De Kuip, Rotterdam Toeschouwers: 40.498 Scheidsrechter: Ivan Grégr (TCH) |

|                                                  |                                       |                |         |                                                                             |
| 13 oktober 1982 «onderlinge duels» 16:00 (UTC+1) | Ierland                               | 2 – 0          | IJsland | Lansdowne Road, Dublin Toeschouwers: 23.371 Scheidsrechter: Paul Rion (LUX) |
| 13 oktober 1982 «onderlinge duels» 16:00 (UTC+1) | Frank Stapleton 35' Tony Grealish 73' | Verslag (UEFA) |         | Lansdowne Road, Dublin Toeschouwers: 23.371 Scheidsrechter: Paul Rion (LUX) |

|                                                  |             |                |         |                                                                                   |
| 27 oktober 1982 «onderlinge duels» 20:30 (UTC+1) | Spanje      | 1 – 0          | IJsland | Estadio La Rosaleda, Málaga Toeschouwers: 15.132 Scheidsrechter: Mário Luís (POR) |
| 27 oktober 1982 «onderlinge duels» 20:30 (UTC+1) | Pedraza 59' | Verslag (UEFA) |         | Estadio La Rosaleda, Málaga Toeschouwers: 15.132 Scheidsrechter: Mário Luís (POR) |

|                                                     |                                                          |                |                                                            |                                                                               |
| 17 november 1982 «onderlinge duels» 14:30 uur (UTC) | Ierland                                                  | 3 – 3          | Spanje                                                     | Lansdowne Road, Dublin Toeschouwers: 35.088 Scheidsrechter: Jan Redelfs (FRG) |
| 17 november 1982 «onderlinge duels» 14:30 uur (UTC) | Ashley Grimes 2' Frank Stapleton 63' Frank Stapleton 76' | Verslag (UEFA) | 31' Antonio Maceda 47' (e.d.) Mick Martin 60' Víctor Muñoz | Lansdowne Road, Dublin Toeschouwers: 35.088 Scheidsrechter: Jan Redelfs (FRG) |

|                                                       |       |                | |                                                                      |
| 19 december 1982 «onderlinge duels» 15:00 uur (UTC+1) | Malta | 0 – 6          | Nederland | Tivoli, Aken Toeschouwers: 18.000 Scheidsrechter: Dieter Pauly (FRG) |
| 19 december 1982 «onderlinge duels» 15:00 uur (UTC+1) |       | Verslag (UEFA) | 21' (pen.) Edo Ophof 24' Cees van Kooten 34' Hugo Hovenkamp 39' Dick Schoenaker 50' Dick Schoenaker 71' Cees van Kooten | Tivoli, Aken Toeschouwers: 18.000 Scheidsrechter: Dieter Pauly (FRG) |

|                                                       |                       |                |           |                                                                                                 |
| 16 februari 1983 «onderlinge duels» 20:30 uur (UTC+1) | Spanje                | 1 – 0          | Nederland | Estadio Ramón Sánchez Pizjuán, Sevilla Toeschouwers: 30.499 Scheidsrechter: Paolo Bergamo (ITA) |
| 16 februari 1983 «onderlinge duels» 20:30 uur (UTC+1) | Juan Señor 43' (pen.) | Verslag (UEFA) |           | Estadio Ramón Sánchez Pizjuán, Sevilla Toeschouwers: 30.499 Scheidsrechter: Paolo Bergamo (ITA) |

|                                                |       |                |                     |                                                                                   |
| 30 maart 1983 «onderlinge duels» 17:00 (UTC+2) | Malta | 0 – 1          | Ierland             | Ta' Qalistadion, Ta' Qali Toeschouwers: 6.487 Scheidsrechter: Adolf Mathias (AUT) |
| 30 maart 1983 «onderlinge duels» 17:00 (UTC+2) |       | Verslag (UEFA) | 89' Frank Stapleton | Ta' Qalistadion, Ta' Qali Toeschouwers: 6.487 Scheidsrechter: Adolf Mathias (AUT) |

|                                                    |                                |                |         |                                                                                  |
| 27 april 1983 «onderlinge duels» 20:30 uur (UTC+2) | Spanje                         | 2 – 0          | Ierland | La Romareda, Zaragoza Toeschouwers: 28.211 Scheidsrechter: Valeriy Butenko (URS) |
| 27 april 1983 «onderlinge duels» 20:30 uur (UTC+2) | Santillana 51' Poli Rincón 89' | Verslag (UEFA) |         | La Romareda, Zaragoza Toeschouwers: 28.211 Scheidsrechter: Valeriy Butenko (URS) |

|                                              |                                         |                |                                                                        |                                                                                              |
| 15 mei 1983 «onderlinge duels» 16:00 (UTC+1) | Malta                                   | 2 – 3          | Spanje                                                                 | Ta' Qalistadion, Ta' Qali Toeschouwers: 7.732 Scheidsrechter: Evangelos Giannakoudakis (GRE) |
| 15 mei 1983 «onderlinge duels» 16:00 (UTC+1) | Carmel Busuttil 30' Carmel Busuttil 47' | Verslag (UEFA) | 21' Juan Antonio Señor 60' Francisco José Carrasco 84' Rafael Gordillo | Ta' Qalistadion, Ta' Qali Toeschouwers: 7.732 Scheidsrechter: Evangelos Giannakoudakis (GRE) |

|                                            |         |                |                   |                                                                                      |
| 29 mei 1983 «onderlinge duels» 14:00 (UTC) | IJsland | 0 – 1          | Spanje            | Laugardalsvöllur, Reykjavik Toeschouwers: 7.055 Scheidsrechter: Ronald Bridges (WAL) |
| 29 mei 1983 «onderlinge duels» 14:00 (UTC) |         | Verslag (UEFA) | 9' Antonio Maceda | Laugardalsvöllur, Reykjavik Toeschouwers: 7.055 Scheidsrechter: Ronald Bridges (WAL) |

|                                            |                     |                |       |                                                                                     |
| 5 juni 1983 «onderlinge duels» 17:00 (UTC) | IJsland             | 1 – 0          | Malta | Laugardalsvöllur, Reykjavik Toeschouwers: 5.718 Scheidsrechter: Alex Jacobsen (DEN) |
| 5 juni 1983 «onderlinge duels» 17:00 (UTC) | Atli Eðvaldsson 44' | Verslag (UEFA) |       | Laugardalsvöllur, Reykjavik Toeschouwers: 5.718 Scheidsrechter: Alex Jacobsen (DEN) |

|                                                       |                                                     |                |         |                                                                                       |
| 7 september 1983 «onderlinge duels» 20:00 uur (UTC+1) | Nederland                                           | 3 – 0          | IJsland | Oosterparkstadion, Groningen Toeschouwers: 5.617 Scheidsrechter: Andrzej Libich (POL) |
| 7 september 1983 «onderlinge duels» 20:00 uur (UTC+1) | Ronald Koeman 16' Ruud Gullit 18' Peter Houtman 21' | Verslag (UEFA) |         | Oosterparkstadion, Groningen Toeschouwers: 5.617 Scheidsrechter: Andrzej Libich (POL) |

|                                                  |         |                |                                                        |                                                                                      |
| 21 september 1983 «onderlinge duels» 17:30 (UTC) | IJsland | 0 – 3          | Ierland                                                | Laugardalsvöllur, Reykjavik Toeschouwers: 13.706 Scheidsrechter: Gérard Biguet (FRA) |
| 21 september 1983 «onderlinge duels» 17:30 (UTC) |         | Verslag (UEFA) | 17' Gary Waddock 21' Michael Robinson 82' Mickey Walsh | Laugardalsvöllur, Reykjavik Toeschouwers: 13.706 Scheidsrechter: Gérard Biguet (FRA) |

|                                                      |                                       |                |                                                      |                                                                               |
| 12 oktober 1983 «onderlinge duels» 19:30 uur (UTC+1) | Ierland                               | 2 – 3          | Nederland                                            | Dalymount Park, Dublin Toeschouwers: 26.406 Scheidsrechter: André Daina (SUI) |
| 12 oktober 1983 «onderlinge duels» 19:30 uur (UTC+1) | Gary Waddock 7' Liam Brady 34' (pen.) | Verslag (UEFA) | 51' Ruud Gullit 66' Marco van Basten 76' Ruud Gullit | Dalymount Park, Dublin Toeschouwers: 26.406 Scheidsrechter: André Daina (SUI) |

|                                                       |                                   |                |                |                                                                              |
| 16 november 1983 «onderlinge duels» 20:00 uur (UTC+1) | Nederland                         | 2 – 1          | Spanje         | De Kuip, Rotterdam Toeschouwers: 49.915 Scheidsrechter: Michel Vautrot (FRA) |
| 16 november 1983 «onderlinge duels» 20:00 uur (UTC+1) | Peter Houtman 26' Ruud Gullit 63' | Verslag (UEFA) | 41' Santillana | De Kuip, Rotterdam Toeschouwers: 49.915 Scheidsrechter: Michel Vautrot (FRA) |

|                                                 | |                |       |                                                                               |
| 16 november 1983 «onderlinge duels» 20:00 (UTC) | Ierland | 8 – 0          | Malta | Dalymount Park, Dublin Toeschouwers: 8.500 Scheidsrechter: Ole Amundsen (DEN) |
| 16 november 1983 «onderlinge duels» 20:00 (UTC) | Mark Lawrenson 25' Frank Stapleton 28' Kevin O'Callaghan 35' Mark Lawrenson 63' Kevin Sheedy 74' Liam Brady 76' Kevin Sheedy 84' Gerry Daly 86' | Verslag (UEFA) |       | Dalymount Park, Dublin Toeschouwers: 8.500 Scheidsrechter: Ole Amundsen (DEN) |

|                                                       |                                                                                             |                |       |                                                                             |
| 17 december 1983 «onderlinge duels» 19:30 uur (UTC+1) | Nederland                                                                                   | 5 – 0          | Malta | De Kuip, Rotterdam Toeschouwers: 58.000 Scheidsrechter: Klaus Peschel (GDR) |
| 17 december 1983 «onderlinge duels» 19:30 uur (UTC+1) | Bud Brocken 19' Ben Wijnstekers 30' Frank Rijkaard 74' Peter Houtman 79' Frank Rijkaard 90' | Verslag (UEFA) |       | De Kuip, Rotterdam Toeschouwers: 58.000 Scheidsrechter: Klaus Peschel (GDR) |

|                                                   | |                |                       |                                                                                            |
| 21 december 1983 «onderlinge duels» 20:15 (UTC+1) | Spanje | 12 – 1         | Malta                 | Estadio Benito Villamarín, Sevilla Toeschouwers: 25.000 Scheidsrechter: Erkan Göksel (TUR) |
| 21 december 1983 «onderlinge duels» 20:15 (UTC+1) | Santillana 16' Santillana 26' Santillana 29' Hipólito Rincón 47' Hipólito Rincón 57' Antonio Maceda 62' Antonio Maceda 63' Hipólito Rincón 64' Santillana 76' Hipólito Rincón 78' Manuel Sarabia 80' Juan Antonio Señor 83' | Verslag (UEFA) | 24' Michael Degiorgio | Estadio Benito Villamarín, Sevilla Toeschouwers: 25.000 Scheidsrechter: Erkan Göksel (TUR) |